# Olympische Winterspiele 2018/Teilnehmer (Türkei)
| Gelbes Symbol für Goldmedaillen mit stilisierten Olympischen Ringen | Graues Symbol für Silbermedaillen mit stilisierten Olympischen Ringen | Braundes Symbol für Bronzemedaillen mit stilisierten Olympischen Ringen |
| ------------------------------------------------------------------- | --------------------------------------------------------------------- | ----------------------------------------------------------------------- |
| —                                                                   | —                                                                     | —                                                                       |

Die Türkei nahm an den Olympischen Winterspielen 2018 mit acht Athleten in vier Disziplinen teil, davon fünf Männer und drei Frauen. Fahnenträger bei der Eröffnungsfeier war der Skispringer Fatih Arda İpcioğlu.

## Teilnehmer nach Sportarten

### Eiskunstlauf
| Athleten                   | Wettbewerbe | Kurzprogramm/-tanz | Kurzprogramm/-tanz | Kür/Kürtanz | Kür/Kürtanz | Gesamt | Gesamt |
| Athleten                   | Wettbewerbe | Punkte             | Rang               | Punkte      | Rang        | Punkte | Rang   |
| -------------------------- | ----------- | ------------------ | ------------------ | ----------- | ----------- | ------ | ------ |
| Mixed                      |             |                    |                    |             |             |        |        |
| Alisa Agafonova Alper Uçar | Eistanz     | 59,42              | 20                 | 87,76       | 18          | 147,18 | 19     |

### Ski Alpin
| Athleten          | Wettbewerbe  | 1. Lauf     | 2. Lauf       | Gesamt        | Gesamt        |
| Athleten          | Wettbewerbe  | Zeit        | Zeit          | Zeit          | Rang          |
| ----------------- | ------------ | ----------- | ------------- | ------------- | ------------- |
| Frauen            |              |             |               |               |               |
| Özlem Çarıkçıoğlu | Riesenslalom | 1:27,71 min | 1:25,29 min   | 2:53,00 min   | 57            |
| Özlem Çarıkçıoğlu | Slalom       | DNF         | ausgeschieden | ausgeschieden | ausgeschieden |
| Männer            |              |             |               |               |               |
| Serdar Deniz      | Riesenslalom | 1:23,45 min | 1:20,78 min   | 2:44,23 min   | 67            |
| Serdar Deniz      | Slalom       | DNF         | ausgeschieden | ausgeschieden | ausgeschieden |

### Skilanglauf
| Athleten      | Wettbewerbe    | Zeit        | Rang |
| ------------- | -------------- | ----------- | ---- |
| Frauen        |                |             |      |
| Ayşenur Duman | 10 km Freistil | 33:06,4 min | 86   |
| Männer        |                |             |      |
| Ömer Ayçiçek  | 15 km Freistil | 40:28,7 min | 93   |
| Hamza Dursun  | 15 km Freistil | 40:05,3 min | 92   |

| Athleten                  | Wettbewerbe      | Qualifikation | Qualifikation | Viertelfinale | Viertelfinale | Halbfinale    | Halbfinale    | Finale        | Finale        | Rang |
| Athleten                  | Wettbewerbe      | Zeit          | Rang          | Zeit          | Rang          | Zeit          | Rang          | Zeit          | Rang          | Rang |
| ------------------------- | ---------------- | ------------- | ------------- | ------------- | ------------- | ------------- | ------------- | ------------- | ------------- | ---- |
| Männer                    |                  |               |               |               |               |               |               |               |               |      |
| Ömer Ayçiçek              | Sprint klassisch | 3:57,91 min   | 77            | ausgeschieden | ausgeschieden | ausgeschieden | ausgeschieden | ausgeschieden | ausgeschieden | 77   |
| Hamza Dursun              | Sprint klassisch | 3:36,53 min   | 71            | ausgeschieden | ausgeschieden | ausgeschieden | ausgeschieden | ausgeschieden | ausgeschieden | 71   |
| Ömer Ayçiçek Hamza Dursun | Teamsprint       | −             | −             | −             | −             | 18:45,78 min  | 14            | ausgeschieden | ausgeschieden | 28   |

### Skispringen
| Athleten            | Wettbewerbe   | Qualifikation | Qualifikation | Qualifikation | 1. Durchgang  | 1. Durchgang  | 1. Durchgang  | 2. Durchgang  | 2. Durchgang  | 2. Durchgang  | Gesamt        | Gesamt        |
| Athleten            | Wettbewerbe   | Weite         | Punkte        | Rang          | Weite         | Punkte        | Rang          | Weite         | Punkte        | Rang          | Punkte        | Rang          |
| ------------------- | ------------- | ------------- | ------------- | ------------- | ------------- | ------------- | ------------- | ------------- | ------------- | ------------- | ------------- | ------------- |
| Männer              |               |               |               |               |               |               |               |               |               |               |               |               |
| Fatih Arda İpcioğlu | Normalschanze | 79,0 m        | 68,2          | 57            | ausgeschieden | ausgeschieden | ausgeschieden | ausgeschieden | ausgeschieden | ausgeschieden | ausgeschieden | ausgeschieden |
| Fatih Arda İpcioğlu | Großschanze   | 96,5 m        | 36,4          | 56            | ausgeschieden | ausgeschieden | ausgeschieden | ausgeschieden | ausgeschieden | ausgeschieden | ausgeschieden | ausgeschieden |